# Joey Hishon
Joey Hishon (né le 20 octobre 1991 à Stratford, dans la province de l'Ontario au Canada) est un joueur professionnel canadien de hockey sur glace. Issu d'une famille impliquée dans le sport local, il se développe comme un espoir de hockey sur glace dès un jeune âge. Jouant au niveau junior avec l'Attack d'Owen Sound, il est sélectionné au premier tour par l'Avalanche du Colorado lors du  repêchage d'entrée de 2010. Sa carrière est cependant abruptement mise sur pause pendant presque deux ans après une sévère commotion cérébrale reçue lors de la Coupe Memorial 2011. 
Lors de son retour, Hishon joue dans les rangs professionnels pendant quelques années et fait deux courts passages dans la LNH. Cependant, le reste de sa carrière est marquée par de nombreuses blessures et les séquelles de ses commotions cérébrales. Après un détour en Europe où ses performances sont décevantes, il prend sa retraite en 2018 pour devenir entraîneur adjoint avec son équipe junior. Il quitte ce poste après quelques saisons pour se spécialiser dans le développement de joueurs.

## Biographie

### Jeunesse et carrière junior
Hishon est le fils de Joe et Sue Hishon. Son père joue au hockey dans les rangs juniors, entre autres pour les Junior B Cullitons. Il grandit à Stratford, où son oncle Jack est très impliqué dans la communauté sportive.
Hishon est le quatrième choix au total du repêchage de la LHO en 2007 par l'Attack d'Owen Sound. En 2007-2008, alors qu'il est une recrue, Hishon établit un record de concession avec le plus de points pour un joueur de seize ans avec 47 points. Il faut attendre 2022 pour que le record soit égalé par Colby Barlow et 2025 pour qu'il soit finalement battu par Pierce Mbuyi. Hishon continue d'évoluer avec l'Attack en Ontario pour les saisons suivantes. Lors du championnat du monde des moins de 18 ans en 2009, Hishon est le meilleur pointeur de l'équipe canadienne, le mettant sur le radar des recruteurs de la LNH.
La saison suivante, il ne joue que 36 parties après un pied cassé et une déchirure du ligament collatéral tibial, ce qui affecte ses chances de se mettre de l'avant face aux recruteurs de la LNH. En prévision du repêchage de 2010, Hishon est classé comme 55e meilleur espoir nord-américain par la central de recrutement de la ligue. Cependant, le soir de l'encan, il est choisi au 17e rang par l'Avalanche, une sélection qui le surprend au point d'en avoir aucun souvenir. L'année suivante, il participe avec l'équipe LHO à la Super Serie Subway. Moins d'un an après sa sélection par l'Avalanche, il signe son contrat d'entrée de trois ans avec l'équipe. À la fin de la saison, il est l'un des trois représentants de l'équipe sur la première équipe d'étoile de la ligue avec l'ailier gauche Garrett Wilson et l'entraîneur Mark Reeds.

### Commotion cérébrale et retour au jeu
Owen Sound participe à la Coupe Memorial 2011 où il est considéré comme l'un des joueurs les plus importants de son équipe avec Jordan Binnington, Jesse Blacker et Robbie Mignardi. Lors de son seul match du tournoi, Hishon est victime d'un coup à la tête donné par Brayden McNabb, causant une sévère commotion cérébrale. Il rate le reste du tournoi ainsi que la saison suivante. En automne 2012, il est annoncé qu'Hishon est encore ennuyé par de symptômes sévères de sa commotion cérébrale et ne reviendra pas au jeu en début de saison. Initialement incertain qu'il pourra poursuivre sa carrière, des consultations avec le spécialiste Ted Carrick lui permettent de voir des progrès dans le processus de guérison,. Durant son rétablissement, il est libéré par Owen Sound, alors incapable de garder quatre joueurs de vingt ans. Il est alors réclamé par les Knights de London. Ceci n'aura pas d'influence sur sa carrière puisqu'il n'était déjà pas prévu qu'Hishon retourne jouer dans les ligues juniors majeures.
Il faut attendre mars 2013 pour que Hishon s'aligne avec les Monsters de Lake Erie contre les Marlies de Toronto, 22 mois après son dernier match. À son cinquième match professionnel, Hishon marque son premier but avec l'équipe. Seulement quatre autres matchs plus tard, il est victime d'une autre commotion cérébrale causée par une mise en échec de Joey Tenute des Bulldogs de Hamilton.

### Avalanche du Colorado

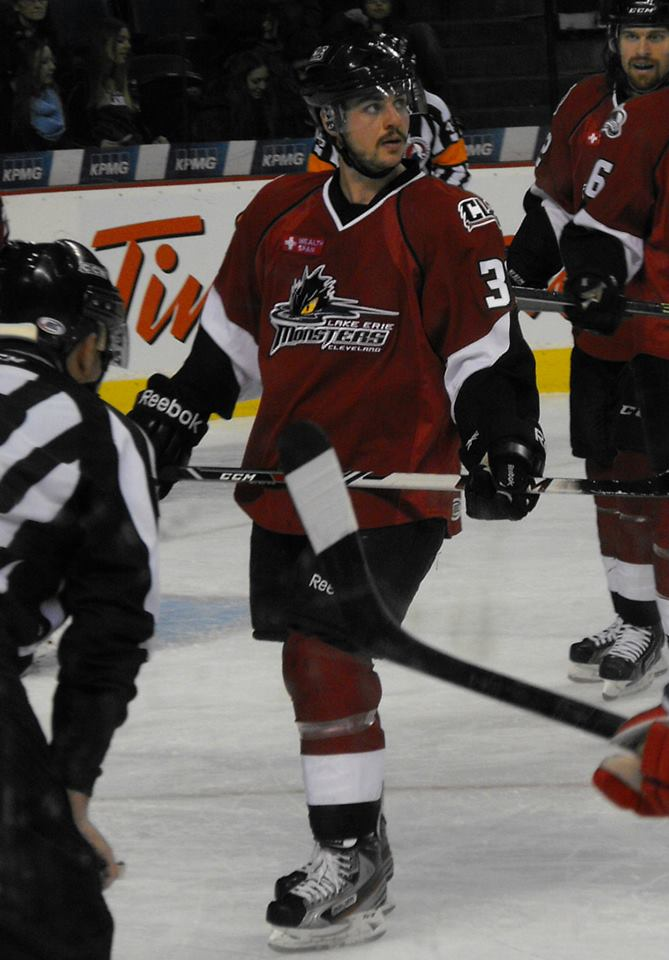
Joey Hishon avec les Monsters de Lake Erie en novembre 2013.

Hishon passe la prochaine saison en grande majorité avec les Monsters il accumule dix buts et quatorze assistances. En avril 2014, il est appelé à faire ses débuts dans la LNH alors que l'équipe est en place série contre le Wild du Minnesota. L'opportunité s'était présentée due aux déboire de Pierre-Alexandre Parenteau, laissant Hishon prendre sa place sur le quatrième trio en compagnie de Ryan Malone et Patrick Bordeleau. La veille du match, il passe la soirée avec son ami d'enfance Ryan O'Reilly pour rester calme. Il se blesse à l'entrainement le lendemain du match. Il est présent pour deux autres matchs avant de se blesser de nouveau.
La saison suivante, Hishon se blesse au poignet alors qu'il s'aligne avec les Monsters. Il est cependant rappelé par l'Avalanche en fin de saison. Il joue cependant peu avec l'équipe, encore une fois dû à des blessures. Il se blesse au cou lors d'un entraînement et, à son premier match après la blessure, il se blesse à l'épaule lors de la troisième période. Il réussit à revenir au jeu avant la fin de la saison régulière et, lors d'un affrontement contre les Predators de Nashville le 7 avril 2015, Hishon bat Pekka Rinne pour donner la victoire à son équipe. Il s'agit de son premier but dans la Ligue nationale. Il évoluait alors sur le troisième trio dû à une blessure à Dennis Everberg plus tôt dans la rencontre.
À la fin de la saison 2014-2015, Hishon reçoit une offre qualificative de l'Avalanche se qui l'empêche d'accéder à l'autonomie sans restriction. En juillet 2015, il signe une extension de contrat d'un an avec l'Avalanche. Le contrat à deux volets à une valeur maximale de 890 000$, mais de seulement 70 000$ s'il passe la saison dans la ligue américaine. Durant l'été, il est perçu comme un joueur pouvant percé l'équipe pour de bon, surtout avec le départ de Ryan O'Reilly et Jamie McGinn. Cependant, avec l'arrivée de nouveaux talents la présence de trois joueurs de centre établit dans l'équipe ― Matthew Duchene, Carl Söderberg et Nathan MacKinnon ― ainsi que son physique peu imposant le rendant peu utile sur un quatrième trio. Il est aussi perçu comme derrière Dennis Everberg et Borna Rendulić sur la liste de rappel. D'autres facteurs vont également contre Hishon dont les séquelles de ses blessures ainsi que le fait que l'entraineur Patrick Roy tend à préférer des joueurs plus grands et physiques.
Cette perception se concrétise pendant la saison, alors qu'Everberg et Rendulić obtiennent des opportunités, ce n'est pas le cas d'Hishon qui passe l'année à San Antonio, où se trouve le nouveau club-école de l'équipe : le Rampage. L'année est aussi décevante, causant le renvoi de l'entraineur du Rampage Dean Chenoweth et le départ de nombreux espoirs qui ne sont pas resigner par l'équipe. Certains, tels Hishon et Max Noreau, sont perçus comme victimes du désir de l'équipe de devenir plus imposant et physique. En 2020, Hishon est classé par The Score comme le pire choix de repêchage de l'histoire de l'Avalanche.

### En Europe
Après son départ de l'organisation de l'Avalanche, Hishon prend le chemin de l'Europe. Il signe alors un contrat de deux ans avec le Jokerit, équipe finlandaise évoluant alors en KHL. Cependant, après une année où il produit que neuf points en 48 parties, il est relâché par l'équipe. Il prend alors le chemin de la Suède dans l'espoir de relancé sa carrière.
Après une discussion avec Cam Abbott, Hishon signe un contrat d'un an avec le Luleå HF en juin 2017. Il ne joue que 22 matchs durant la saison et est blessé à plusieurs reprises. Après une autre saison décevante, il décide de prendre sa retraite sportive le 21 juillet 2018.

### Carrière d'entraîneur
Après sa carrière de joueur, Hishon devient assistant entraîneur et assistant directeur général avec l'Attack d'Owen Sound, l'équipe avec qui il avait passé sa carrière junior. À ce poste, il travaille aux côtés de Dale DeGray pour le développement des joueurs et le recrutement. Ses activités quotidiennes sont quand même affectées par les séquelles de ses commotions cérébrales, dont celle qu'il a reçue en 2011 avec Owen Sound, qui a déraillé sa carrière. Après quatre saisons avec l'organisation, il quitte ses fonctions en juin 2022 pour rejoindre Oates Sports Group, une entreprise qui vise à développer des joueurs de hockey dirigée par Adam Oates.

## Statistiques

### En club
| Saison    | Équipe                 | Ligue          |    | Saison régulière | Saison régulière | Saison régulière | Saison régulière | Saison régulière |   | Séries éliminatoires | Séries éliminatoires | Séries éliminatoires | Séries éliminatoires | Séries éliminatoires |
| Saison    | Équipe                 | Ligue          | PJ | B                | A                | Pts              | Pun              | PJ               | B | A                    | Pts                  | Pun                  |                      |                      |
| 2007-2008 | Attack d'Owen Sound    | LHO            | 62 | 20               | 27               | 47               | 38               | -                | - | -                    | -                    | -                    |                      |                      |
| 2008-2009 | Attack d'Owen Sound    | LHO            | 65 | 37               | 44               | 81               | 34               | 4                | 4 | 3                    | 7                    | 6                    |                      |                      |
| 2009-2010 | Attack d'Owen Sound    | LHO            | 36 | 16               | 24               | 40               | 26               | -                | - | -                    | -                    | -                    |                      |                      |
| 2010-2011 | Attack d'Owen Sound    | LHO            | 50 | 37               | 50               | 87               | 64               | 22               | 5 | 19                   | 24                   | 32                   |                      |                      |
| 2011      | Attack d'Owen Sound    | Coupe Memorial | -  | -                | -                | -                | -                | 1                | 0 | 0                    | 0                    | 8                    |                      |                      |
|           |                        |                |    |                  |                  |                  |                  |                  |   |                      |                      |                      |                      |                      |
| 2012-2013 | Monsters du lac Érié   | LAH            | 9  | 1                | 5                | 6                | 2                | -                | - | -                    | -                    | -                    |                      |                      |
| 2013-2014 | Monsters du lac Érié   | LAH            | 50 | 10               | 14               | 24               | 16               | -                | - | -                    | -                    | -                    |                      |                      |
| 2013-2014 | Avalanche du Colorado  | LNH            | -  | -                | -                | -                | -                | 3                | 0 | 1                    | 1                    | 2                    |                      |                      |
| 2014-2015 | Monsters du lac Érié   | LAH            | 53 | 16               | 20               | 36               | 34               | -                | - | -                    | -                    | -                    |                      |                      |
| 2014-2015 | Avalanche du Colorado  | LNH            | 13 | 1                | 1                | 2                | 0                | -                | - | -                    | -                    | -                    |                      |                      |
| 2015-2016 | Rampage de San Antonio | LAH            | 62 | 14               | 29               | 43               | 62               | -                | - | -                    | -                    | -                    |                      |                      |
| 2016-2017 | Jokerit                | KHL            | 48 | 3                | 6                | 9                | 68               | 1                | 0 | 0                    | 0                    | 2                    |                      |                      |
| 2017-2018 | Luleå HF               | SEL            | 22 | 2                | 2                | 4                | 20               | 3                | 0 | 2                    | 2                    | 0                    |                      |                      |

### En équipe nationale
| Année | Équipe         | Compétition                      |   | PJ | B | A  | Pts | Pun           |  | Résultat |
| 2008  | Canada Ontario | Défi mondial - de 17 ans         | 6 | 2  | 3 | 5  | 14  | Médaille d'or |  |          |
| 2009  | Canada         | Championnat du monde - de 18 ans | 6 | 5  | 5 | 10 | 0   | 4e position   |  |          |

## Vie personnelle
Hishon a un fils, Haines, né en début 2021. Il est un ami d'enfance de Ryan O'Reilly avec qui il a été coéquipier avec l'Avalanche. Les deux se sont rencontrer durant un tournoi de volley-ball dans leur région natale. Par la suite, les deux vont se déplacer ensemble vers Toronto pour participer à des camps de perfectionnement. Avant son repêchage, Hishon fait le déplacement vers Denver pour  aller l'encouragé durant sa saison recrue.

## Trophées et honneurs personnels
- Ligue de hockey de l'Ontario
  - Coupe J.-Ross-Robertson : 2011[7]
  - Première équipe d'étoiles : 2011[7]
- Défi mondial - de 17 ans
  - Champion : 2008[7]